# Patrimoine (droit)
Pour les articles homonymes, voir Patrimoine.
Le patrimoine est l'ensemble des droits et des obligations d'une personne juridique. Plus exactement, il s'agit d'une fiction juridique : le patrimoine est l'enveloppe (fictive) qui a vocation à recueillir les droits, les biens et les obligations d'une personne. Le patrimoine comporte un actif et un passif. Activement, c'est l'ensemble des créances et des biens, quels qu'ils soient : choses inanimées ou animées (végétaux, animaux), mobilières ou immobilières, corporelles ou incorporelles, actuelles ou futures qui appartiennent à une personne physique ou morale.
Passivement, le patrimoine contient l'ensemble des dettes de la personne. Le patrimoine est un corollaire de la personnalité juridique, ce qui signifie que toute personne dispose d'un patrimoine. Ce patrimoine peut en revanche ne comporter qu'une dimension passive (un ensemble de dettes) et ne contenir aucun bien (ce qui demeure une hypothèse toute théorique, chaque personne possédant au moins ses vêtements).

## Notions juridiques
Le patrimoine est juridiquement qualifié d'universalité de droit : l'universalité correspond à l'affectation commune des biens et dettes (ce sont les biens et dettes afférents à une même personne) ; l'universalité de droit signifie que tout l'actif répond du passif, c'est-à-dire que le paiement de toutes les dettes est assuré aux créanciers de la personne par l'ensemble de ses biens et créances. Il s'agit-là du droit de gage général que le droit positif reconnaît à tout créancier (y compris au créancier simple, le créancier chirographaire), savoir celui de se faire payer sa créance sur tout bien du débiteur. C'est ainsi que le Code civil français dispose, en son article 2284, que « Quiconque s'est obligé personnellement, est tenu de remplir son engagement sur tous ses biens mobiliers et immobiliers, présents et à venir » et, en son article 2285, que « les biens du débiteur sont le gage commun de ses créanciers ; et le prix s'en distribue entre eux par contribution, à moins qu'il n'y ait entre les créanciers des causes légitimes de préférence ».
Le terme « patrimoine » renvoie aussi, dans le langage courant, à d'autres idées ; On parle ainsi de « patrimoine moral », patrimoine écrit, notamment conservé via le dépôt légal, génétique, culturel. L'UNESCO tient également une liste du « patrimoine mondial » ainsi qu'une autre du « patrimoine culturel immatériel de l'humanité ».
La notion juridique de patrimoine est, elle, restreinte à une dimension essentiellement patrimoniale, économique, c'est-à-dire limitée aux seuls éléments évaluables en argent, bien qu'une jurisprudence désormais désuète ait intégrée dans le patrimoine des éléments moraux ou spirituels,. Il existe donc aujourd'hui des « droits patrimoniaux » (qui sont dans le commerce juridique) et des « droits extra-patrimoniaux ». Les premiers sont directement compris dans le patrimoine de son titulaire, puisqu'ils sont évaluables en argent (une dette, un bien, une créance) tandis que les seconds sont relatifs à la personne même du titulaire du patrimoine. Sont ainsi considérés comme extra-patrimoniaux, c'est-à-dire situés en dehors du patrimoine, le droit de vote, le droit d'aller et venir, le droit de se marier, la vie, l'intégrité physique, la santé, l'honneur, la réputation, la tranquillité, la dignité, la vie privée, ou, plus récemment, l'image. Ces droits ne sont pas des biens ; on ne peut donc pas les céder, les transmettre, ni les louer, les prêter. Mais s'ils ne sont pas évaluables en argent, l'atteinte portée à ces droits peut engendrer une compensation pécuniaire (qui n'est qu'une compensation par équivalent). Ainsi, lorsqu'un tiers porte atteinte à ces droits de la personnalité, il engage sa responsabilité civile, et devient débiteur de dommages-intérêts : on évaluera alors l'atteinte à ces droits, ce qui constitue une forme de « patrimonialisation » de ces droits extra-patrimoniaux.
La théorie du patrimoine a été systématisée par deux juristes du XIXe siècle : Aubry et Rau. Ces auteurs ont dégagé trois principes régissant le patrimoine :
- En premier lieu, toute personne a un patrimoine.
- En second lieu, toute personne n'a qu'un patrimoine. C'est le principe de l'unicité (c'est-à-dire du caractère unique) du patrimoine. L'une des principales conséquences en est qu'un entrepreneur exerce son activité professionnelle sur son patrimoine propre, tant qu'il n'a pas constitué de société.
- En troisième lieu, il n'existe pas de patrimoine sans qu'une personne n'en soit à sa tête.

Les droits patrimoniaux (actifs patrimoniaux) sont classiquement constitués des droit réel et droit personnel. La question des droits intellectuels n'est pas tranchée. Ces droits correspondent à celui, pour l'auteur d'une œuvre, d'obtenir une juste rémunération de l'exploitation de son œuvre. Ces droits peuvent être cédés ou concédés. L'appartenance de la catégorie des droits intellectuels (droit d'auteur, droit de brevet) aux droits patrimoniaux est controversée, puisqu'ils comportent une large dimension intellectuelle. Mais le fait qu'ils puissent être cédés tend à les ranger dans les droits patrimoniaux à côté des droits réels et des droits personnels.

## Analyse de la distinction traditionnelle entre droits réels et droits personnels

### Principe de la distinction
Le droit réel (du latin res, rei, la chose) est un droit direct, absolu et immédiat sur une chose. Ce droit s'exerce donc sans l’intervention d’un tiers, et est opposable à tous. Le droit réel le plus connu est la propriété, encore appelée pleine propriété, qui procède de la réunion de trois attributs : l’usus (le droit d'utiliser la chose, de s'en servir), le fructus (le droit de percevoir les fruits de la chose, tels que les fruits d'un arbre, les loyers d'un immeuble, les dividendes d'actions) et l’abusus (le droit d'abuser, c'est-à-dire de disposer de la chose : la vendre, la donner, la prêter, la louer, la détruire).
D'autres droits réels existent et procèdent du démembrement de la pleine propriété : l'usufruit (la seule réunion de l'usus et du fructus, à l'exclusion de l'abusus), la nue-propriété (le seul abusus), la servitude, le gage, l'hypothèque, le nantissement.
Tous ces droits sont des droits réels (plus ou moins complets) qui sont l'expression d'un droit, toujours direct et immédiat, sur une chose. Leur force contraignante est assurée par leurs deux corollaires que sont le droit de suite et le droit de préférence. Le droit de suite est le droit de suivre le bien en quelques mains qu'il passe. Cela signifie que le titulaire du droit réel conserve toujours son droit sur la chose même si le bien change de propriétaire (la servitude ne s'éteint pas du fait de la vente du bien). Le droit de préférence est le droit d'être préféré à n'importe quel créancier sur ce bien. Le droit de préférence a pour conséquence que personne ne peut venir en concurrence, sur ce bien, avec le titulaire du droit réel. Voir Droit des biens
Le droit personnel est synonyme d'obligation. L'obligation, au sens du droit, est un lien juridique entre deux personnes en vertu duquel une personne (le créancier) peut exiger d'une autre (le débiteur) qu'elle lui donne une chose (obligation de donner), qu'elle fasse une chose (obligation de faire), qu'elle ne fasse pas une chose (obligation de ne pas faire). Du point de vue du créancier, c'est-à-dire activement, l'obligation est appelée créance. Pour le débiteur, c'est-à-dire négativement, l'obligation est dénommée dette. Dette et créance sont ainsi les deux aspects d'une même obligation. L'obligation ne comporte donc pas en droit qu'une connotation négative.
Le droit personnel n'est donc pas un droit sur une chose, mais bien contre une personne, c'est-à-dire, depuis l'abolition de la contrainte par corps, sur le patrimoine de son débiteur. Le corollaire du droit de créance est donc le droit de gage général. Le créancier n'est pas le seul à disposer de ce droit : il vient en principe en concurrence avec tous les autres créanciers de son débiteur. Le droit personnel apparaît donc moins énergique que le droit réel.
La common law reconnaît aussi la distinction droit réel / droit personnel, même si elle ne connaît pas l'idée du patrimoine comme tel.

### Comparaison
1. Le droit réel porte directement sur une chose tandis que le droit personnel consiste en un rapport de droit, un lien entre deux personnes.
2. Le droit réel est dit absolu (le droit sur la chose prime sur tout autre droit), là où le droit personnel est considéré comme relatif (le créancier n'a qu'un droit sur le patrimoine global et non sur un bien particulier ; il vient donc en concurrence avec tous les autres créanciers).
3. Le droit personnel ne s’exerce que sur le patrimoine du débiteur alors que le droit réel implique une propriété de la chose opposable à tous, impliquant droit de suite et droit de préférence.
4. La transmission successorale emporte la division immédiate du droit personnel aux héritiers, alors que le droit réel fait l’objet d’un partage qui l’attribue à l’un des héritiers ou que sa vente le divise.
5. L’abandon d’un droit réel est un acte unilatéral alors que l'abandon d'un droit personnel doit se faire par consentement mutuel (mutuus dissensus, en latin).
6. Les droits réels sont opposables à tous. L'information des tiers est assurée par la publicité foncière des droits réels relatifs aux immeubles.
7. Les droits réels sont perpétuels. Les droits personnels sont circoncis dans le temps (soit l'obligation comporte un terme, soit la prohibition des engagements perpétuels donne la faculté de se libérer de l'obligation).
8. Comme pour les droits personnels, il n'existe pas de numerus clausus des droits réels. 
Doctrine classique (a. 543) : liste légale limitative des droits réels ; + diverses lois qui créent des droits réels issus de certains contrats
Doctrine moderne et Cour de Cassation (13/2/1834, arrêt Caquelard) : les droits réels ne sont pas limitativement établis : le principe de la liberté contractuelle n’empêche pas de créer des droits que la loi n’interdit pas. Le problème est alors celui de la qualification et de ces conséquences pratiques notamment l’opposabilité

 Exemples
- Le locataire dispose d'un droit personnel contre le bailleur (le propriétaire) et non d'un droit réel sur la chose louée
Il n'a pas de droit direct sur la chose louée. Le propriétaire a une dette à son égard : lui assurer la jouissance paisible de la chose. Si le bien se dégrade au point de ne plus pouvoir servir, le propriétaire manque à ses obligations et doit réparer l'inexécution de son obligation. En revanche, en cas de vente du bien loué, le droit du locataire n'est pas opposable à l'acheteur (puisque le locataire ne disposait que d'un droit personnel contre son bailleur et non d'un droit réel sur la chose).
- L'usufruitier a un droit réel
Si le bien se dégrade au point de ne plus pouvoir servir, il n'a aucune action contre le nu-propriétaire.

## Relativité de la distinction

### Critiques classiques en faveur de l’unité des droits patrimoniaux

#### Théorie personnaliste de Planiol
Pour Planiol, tout droit réel est un droit personnel car il constitue une « obligation passive universelle » : tout droit est un rapport entre deux personnes (le sujet actif et le sujet passif) ; dans l’hypothèse du droit réel, le sujet passif est représenté par l’ensemble de la société tenu de respecter cette propriété.
La théorie de Planiol développe une conception socialiste du droit (diminution de la valeur du droit réel). La conception de Planiol a été rejetée car la notion d’« obligation passive universelle » est trop abstraite. Planiol recourt à une fiction qui repose sur une confusion entre l’objet du droit et l’opposabilité de ce droit au tiers.
Si nous devons tous respecter les droits de propriétés des autres (droit réel), alors on doit tous, individuellement, supporter une obligation de ne pas faire ce qui correspond à un droit personnel.

#### Théorie objective de Saleilles
Le droit personnel n'est pas seulement le rapport entre deux personnes au moins mais aussi un rapport patrimonial, une valeur transmissible, une chose. Ce qui revient à définir un droit réel car un tel droit s'exerce sur une chose (droit de propriété) et non sur une personne. Ainsi le droit réel et le droit personnel s'exerçant sur une chose on peut conclure que tout droit personnel est un droit réel. L'analyse tend à confondre la notion de droit personnel avec celle de droit réel. Tous les droits peuvent se ramener au schéma des droits réels. La critique de la doctrine moderne est unanime : le droit personnel se caractérise par le fait que la solvabilité du débiteur apparaît comme une donnée essentielle, alors que le droit réel est autonome (droit absolu et immédiat, dont la force est assurée par le droit de suite et le droit de préférence). Le postulat paraît donc erroné.

#### Théorie réaliste de Ginossar
Shalev Ginossar prétend que tout est droit réel. En effet, soutient-il, quand on supporte un droit de créance (droit personnel), on en devient le propriétaire. Il devient opposable à tous et on peut le céder (abusus). On est donc le propriétaire d'une chose et titulaire d'un droit sur une chose ce qui correspond à la "définition" d'un droit réel.

### Les limites de la distinction droit réel/droit personnel en faveur du droit réel

#### Pouvoir direct du droit réel
Le droit réel est un droit direct sur la chose, tandis que le droit personnel ne donne sur le patrimoine du débiteur qu'un pouvoir diffus (droit de gage général).
À l'exception du droit de propriété, les autres droits réels n'emportent pas un pouvoir direct sur la chose : seul un pouvoir direct de jouissance de la chose alors le droit personnel doit obtenir de l'autre la jouissance qu'il attend de la chose.

#### Opposabilité absolue du droit réel
1. Rapprochement du droit personnel au droit réel
  - Saisie : Le créancier chirographaire n'a qu'un droit de gage général sur l'ensemble d'un patrimoine : la saisie le rapproche du titulaire d'un droit réel
  - Sûretés réelles : le créancier chirographaire devient titulaire d'un droit réel lorsqu'il bénéficie d’une sûreté réelle : droits de suite et de préférence
2. Hiérarchie (supériorité du droit réel)
  - Droit réel
    - Propriété : opposabilité, droits de suite et de préférence
    - Démembrement de la propriété (usufruit, servitudes…) ; Droit de suite, mais droit sur la chose limite a une utilité précise
    - Sûretés réelles
      - Avec dépossession : gage (appréhension directe de la chose, pas de maîtrise ni de droit d'en user)
      - Sans dépossession : hypothèque

    - Droit de jouissance : usufruit, droit commun du bail, baux commerciaux…

  - Les obligations
    - L’obligation, un droit personnel
Opposabilité au créancier des actes du débiteur et concours pour se payer de tous les créanciers sur les patrimoines du débiteur
L'obligation peut être plus ou moins personnelle
    - L’obligation monétaire = créance en somme d'argent
    - L’obligation relative à un bien (ne se transmet pas à l'acquéreur)
    - Obligations réelles (ex. obligation d'entretien)

## Nouvelles distinctions
Le patrimoine offre une réalité juridique, civile et fiscale, mais également financière. Ces deux dimensions s'entrecroisent.
Deux nouveaux enjeux juridiques sont soulevés par l'évolution des pratiques juridiques en matière de consommation financière.
Le premier de ces enjeux réside dans l'appréhension juridique globale du patrimoine. Ce dernier est composé d'actifs (épargne et avoirs, mais également de passifs (crédits et dettes). Les spécialistes du patrimoine ont, ainsi, à s'intéresser à ces deux aspects et à leurs interactions. Cette réflexion s'étend aux modes d'acquisition des éléments de patrimoine, les vendeurs d'actifs et de passifs financiers étant, souvent, des professionnels de la gestion de patrimoine. Ce domaine connaît une forte évolution.
Le second enjeu touche au développement de l'économie de la possession, aux côtés de celle fondée sur le droit de propriété. Alors que le patrimoine est, usuellement, considéré sur la base du droit de propriété (cf ci-dessus), le développement de modes de détention alternatifs à la propriété (ou à ses dérivés) ouvre à l'approche juridique et financière du patrimoine un nouvel horizon de réflexion. Le mode de détention d'un bien est aussi important que le bien en lui-même.

### Sources
- B. Fromion-Hebrard, Essai sur le patrimoine en droit privé, 1998, Université Panthéon Assas LGDJ, coll. « thèse ». (Thèse rédigée sous la direction Michel Grimaldi)